# Albumy numer jeden w roku 2000 (Polska)
Artykuł prezentuje listę albumów numer jeden w notowaniu OLiS w roku 2000.

## Historia listy
| Data publikacji | Album              | Wykonawca        | Źródło |
| --------------- | ------------------ | ---------------- | ------ |
| 13 listopada    | Golec uOrkiestra 2 | Golec uOrkiestra | [ 1 ]  |
| 20 listopada    | Golec uOrkiestra 2 | Golec uOrkiestra | [ 2 ]  |
| 27 listopada    | Golec uOrkiestra 2 | Golec uOrkiestra | [ 3 ]  |
| 4 grudnia       | Lovers Rock        | Sade             | [ 4 ]  |
| 18 grudnia      | A Day Without Rain | Enya             | [ 5 ]  |